# Autoba subolivalis
Autoba subolivalis är en fjärilsart som beskrevs av Paul Mabille 1893. Autoba subolivalis ingår i släktet Autoba och familjen nattflyn. Inga underarter finns listade i Catalogue of Life.